# لاغوا (بارايبا)
لاغوا (بالبرتغالية: Lagoa‏)؛ بلدية في ولاية بارايبا في المنطقة الشمالية الشرقية من البرازيل.